# Maurice Martenot

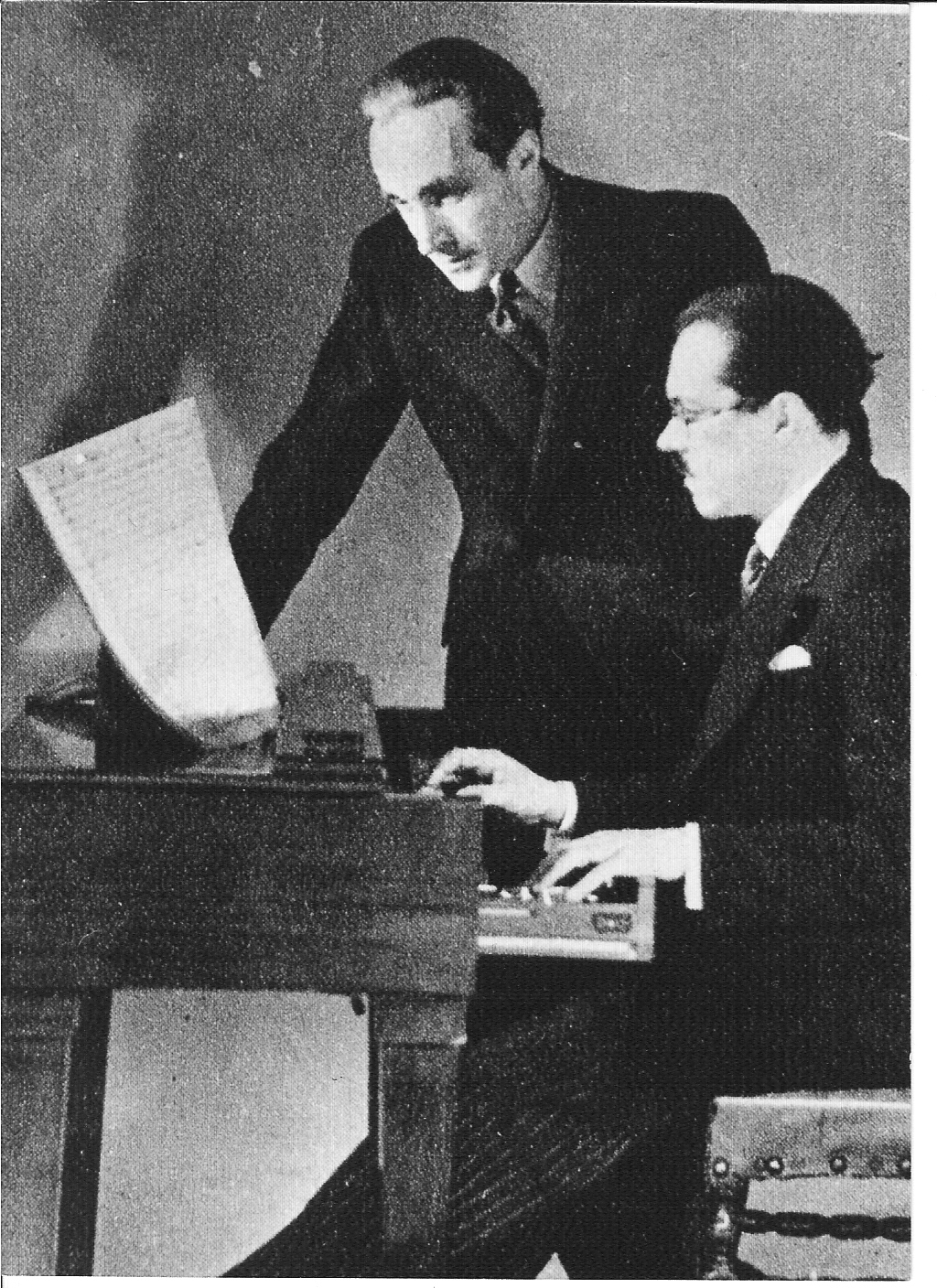
Pierre Vellones und Martenot (sitzend, 1936)

Maurice Martenot (* 14. Oktober 1898 in Paris; † 8. Oktober 1980 in Clichy) war ein französischer Musiker und Erfinder, der mit den Ondes Martenot eines der verbreitetsten analogen elektronischen Musikinstrumente entwickelte.

## Leben und Wirken
Maurice Martenot studierte am Pariser Konservatorium Cello und Klavier bei Alfred Cortot. Während des Ersten Weltkrieges war er als Funker eingesetzt, aus den bei dieser Tätigkeit gehörten Geräuschen leitete er die Idee ab, diese in der Musik zu nutzen. Nach einem Treffen mit Leon Theremin 1923 begann er an einem elektronischen Musikinstrument zu arbeiten. Das erste Modell seines Instrumentes ließ er als Perfectionnements aux instruments de musique électriques am 2. April 1928 patentieren, es wurde als Ondes musicales bzw. Ondes Martenot bekannt.
Am 20. April des gleichen Jahres wurde das Instrument erstmals in einer Aufführung von Dimitrios Levidis’ Poeme Symphonique unter Rhené-Baton an der Pariser Oper öffentlich vorgestellt. Martenot entwickelte mehrere Varianten des Instrumentes, darunter eine, auf der Mikrointervalle spielbar waren und ein als Ondioline bezeichnetes kleineres Instrument.
Martenot spielte sein Instrument selbst u. a. bei einer Aufführung des Philadelphia Orchestra unter Leopold Stokowski. Die wichtigste Interpretin auf dem Instrument wurde in den 1930er Jahren seine Schwester Ginette Martenot. Bei der Weltausstellung 1937 in Paris erhielt er den Le Grand Prix de l'Exposition Mondiale. Ab 1947 unterrichtete er Ondes-Martenot-Spiel am Pariser Konservatorium.
1949 wurde Martenot zum Ritter, 1975 zum Offizier der Ehrenlegion ernannt. Für sein Instrument komponierten Musiker wie Edgard Varèse, Olivier Messiaen (u. a. Turangalîla Symphonie, Fete Des Belles Eaux für sechs Ondes Martenot und Trois Petites Liturgies de la Presence Divine), Darius Milhaud, Arthur Honegger, Pierre Boulez (Quartett für Ondes Martenot, 1945), Maurice Jarre, André Jolivet und Charles Koechlin.